# Phelan Creek
Der Phelan Creek ist ein 29 Kilometer langer rechter Nebenfluss des Delta River im US-Bundesstaat Alaska.

## Verlauf
Der Phelan Creek wird vom Gulkana-Gletscher an der Südflanke der nördlichen Alaskakette gespeist. Ihm fließen im Oberlauf der College Creek, Abfluss des College-Gletschers, von links sowie West Phelan Creek, Abfluss des West-Gulkana-Gletschers, von rechts zu. Der Phelan Creek fließt anfangs nach Süden, wendet sich aber bald nach Westen und schließlich in Richtung Nordnordwest. Der südlich gelegene Fielding Lake wird zum Phelan Creek entwässert. Der McCallum Creek, Abfluss des McCallum-Gletschers, mündet rechtsseitig in den Phelan Creek. Der Richardson Highway und die Trans-Alaska-Pipeline verlaufen entlang dem mittleren und unteren Flusslauf.

## Name
Benannt wurde der Fluss 1898 von Captain Edwin Forbes Glenn.